# Babalanlor
Babalanlor is een bestuurslaag in het regentschap Pekalongan van de provincie Midden-Java, Indonesië. Babalanlor telt 3754 inwoners (volkstelling 2010).